# 児童オンライン保護法
児童オンライン保護法（じどうオンラインほごほう、Child Online Protection Act）は、1998年から2009年にかけてアメリカ合衆国に存在していた法律。略称はCOPA。ウェブサイトの有害情報に対する未成年者のアクセスを禁じることを目的とする。違憲審査の結果、一度も施行されることなく、2009年に最高裁判所で無効が確定した。
(COPPA(COPPA（Children's Online Privacy Protection Act)もしくはCOPPR （Children's Online Privacy Protection Rules) ) 児童オンラインプライバシー保護法　とは異なるので注意)

## 概要
児童オンライン保護法は、アメリカ合衆国政府によるポルノグラフィ規制の一環として制定されたものである。1996年に成立した通信品位法（CDA）が、レノ対アメリカ自由人権協会事件で翌1997年に合衆国最高裁判所によって違憲と認定されたため、それに代わるものとして発案された。1998年にアメリカ合衆国議会を通過し、アメリカ合衆国大統領ビル・クリントンの署名により成立。その直後より通信品位法と同様、表現の自由を侵害するとして、アメリカ合衆国連邦裁判所へ違憲訴訟が提起された。2009年に連邦最高裁判所によって違憲が確定。いくつかの州議会は、この法律に頼らずともインターネット上の有害情報を規制できるように、独自に同旨の法律を成立させた。
本法は、国内の有害コンテンツ業者に対して、ウェブサイトへの未成年者からのアクセスを遮断する措置を講じることを命令している。通信品位法が違憲とされた際に、広範囲に及ぶ性表現の規制は表現の自由を侵害すると判示されていたため、本法では、専ら政治や学問などを目的とするウェブサイトは処罰の対象から除外されている。アメリカ自由人権協会（ACLU）をはじめとする表現の自由を擁護する市民団体は、本法には依然として不穏当な規定が残り、作家らの自己検閲を誘発しかねないとして、本法への懸念を表明していた。
この法律において、未成年者に有害（Material harmful to minors）とは、現代の正常な社会通念（Contemporary community standards）をして、国民の性的興味（Prurient interest）に訴えかけると認定せしむる情報と定義される。具体的には、性行為、裸体、女性の胸部その他が含まれる。この定義は、アメリカ合衆国で一般に理解されているわいせつ（Obscenity）の概念より広い。
違反者には5万ドルの罰金刑、または6ヶ月間の懲役刑が科された。

## 違憲訴訟の経緯
本法の施行を目前に控えた1998年11月19日、アメリカ合衆国連邦政府はフィラデルフィア連邦地方裁判所より、児童オンライン保護法の合憲性が確定するまで同法の施行を仮に延期せよとの命令を受けた。連邦政府は上訴したが、連邦第三控訴院は原審を維持して延期を相当と認めた。同時に、有害情報を定義する際に用いられた"Contemporary community standards"（現代の正常な社会通念）という語句が、拡張解釈を誘発しかねず不適当であると判示された。
連邦政府は上告し、2002年5月、合衆国最高裁判所によって原審が本法を違憲と認定した理由は不適切であるとの判断が示された。しかし、最高裁判所は同法の合憲性を明言せず、また施行の延期を命じる仮処分は正当であると判示し、事件を控訴院へ差し戻した。2003年3月6日、連邦第三控訴院は改めて本法の違憲性を認定し、連邦政府も再び合衆国最高裁判所へ上告した。2004年6月30日、アシュクロフト対アメリカ自由人権協会事件において最高裁判所は児童オンライン保護法には違憲の疑いがあると論じ、同法の施行の延期を改めて追認した。
法廷は、アメリカ合衆国議会に設けられた委員会の報告書を援用し、未成年者による有害なウェブサイトへのアクセスを防止するには、フィルタリングソフトの普及で十分であると付言した。そして、児童オンライン保護法の合憲性を改めて集中的に審理させるため、事件をペンシルベニア州連邦地方裁判所へ差し戻した。
2006年10月25日、審理が開始された。アメリカ合衆国司法省は審理の準備段階において、国内のサーチエンジンに対して、本法の合憲性を裏付ける一連の証拠を提供するよう命令した。Googleを除く諸々の検索エンジンが同意し、司法省の望む情報を提供した。2007年5月22日、連邦地裁判事のローウェル・A・リードは、児童オンライン保護法は、アメリカ合衆国憲法修正第1条（表現の自由）および同修正第4条（不当な捜査の禁止）に違背するものと認定し、同法の違憲性を明言した。
リードは、「子供たちの保護という名目の下に、表現の自由の原理を腐敗させたなら、彼らが大人になった日に、それこそ彼らの保護が奪い去られる事態を生み出すかもしれない」と述べ、本法の恒久的な凍結を命令した。アメリカ合衆国連邦政府は上訴するが、2008年7月22日、連邦第三控訴院は上訴を退け、この法廷にとって三度目となる違憲判決を下した。そして2009年1月21日、合衆国最高裁判所は連邦第三控訴院判決を支持し、アメリカ合衆国司法省の上告を棄却。この判決により、児童オンライン保護法の無効が最終的に確定した。

## 本法の外国への影響
日本では2008年、自由民主党・公明党が、児童オンライン保護法をモデルとする議員立法を作成したが、野党の要請により当初の法案における罰則規程は除外され、青少年が安全に安心してインターネットを利用できる環境の整備等に関する法律として成立した。